# Socket (processor)

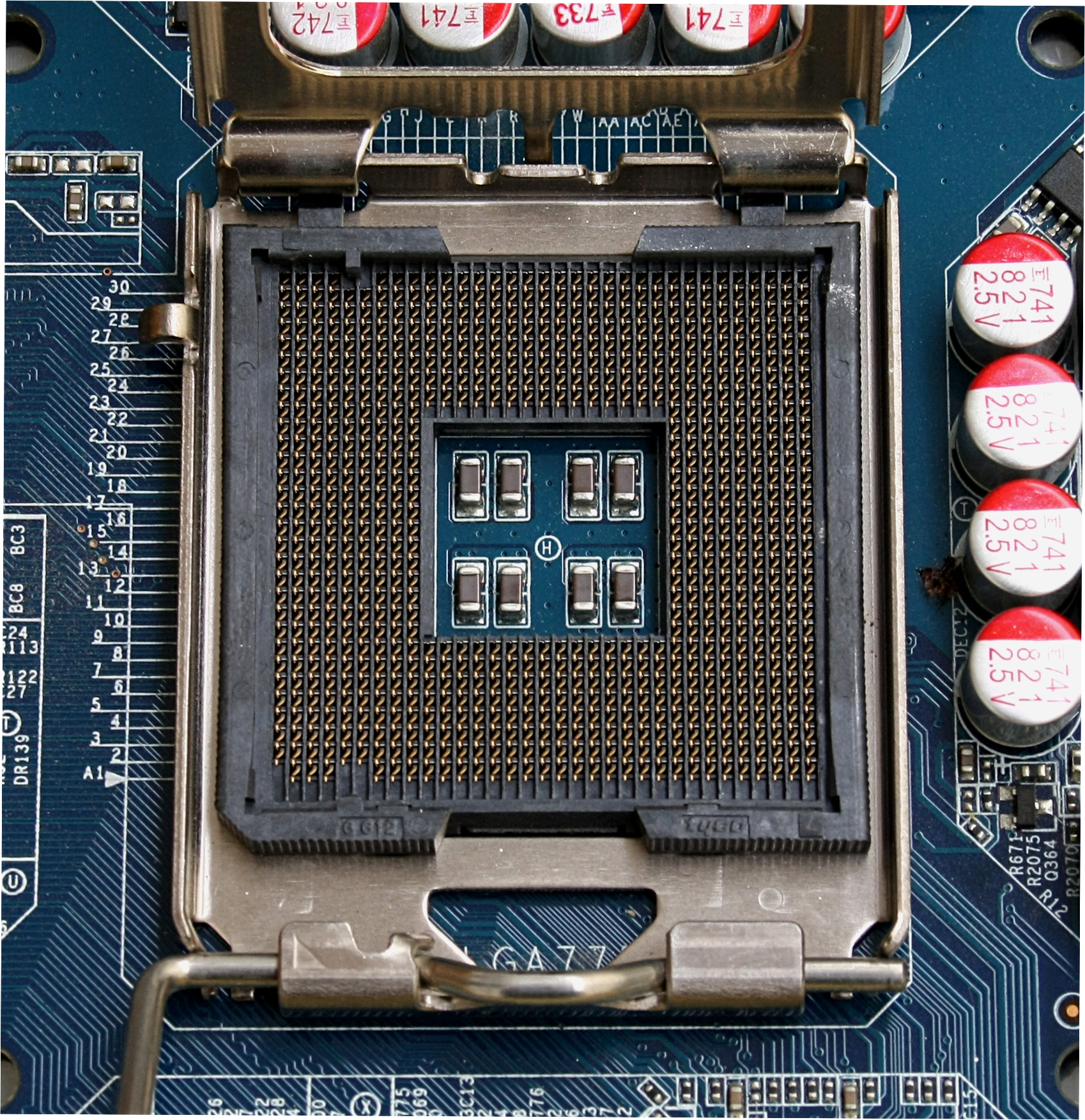
LGA775, een LGA-Socket

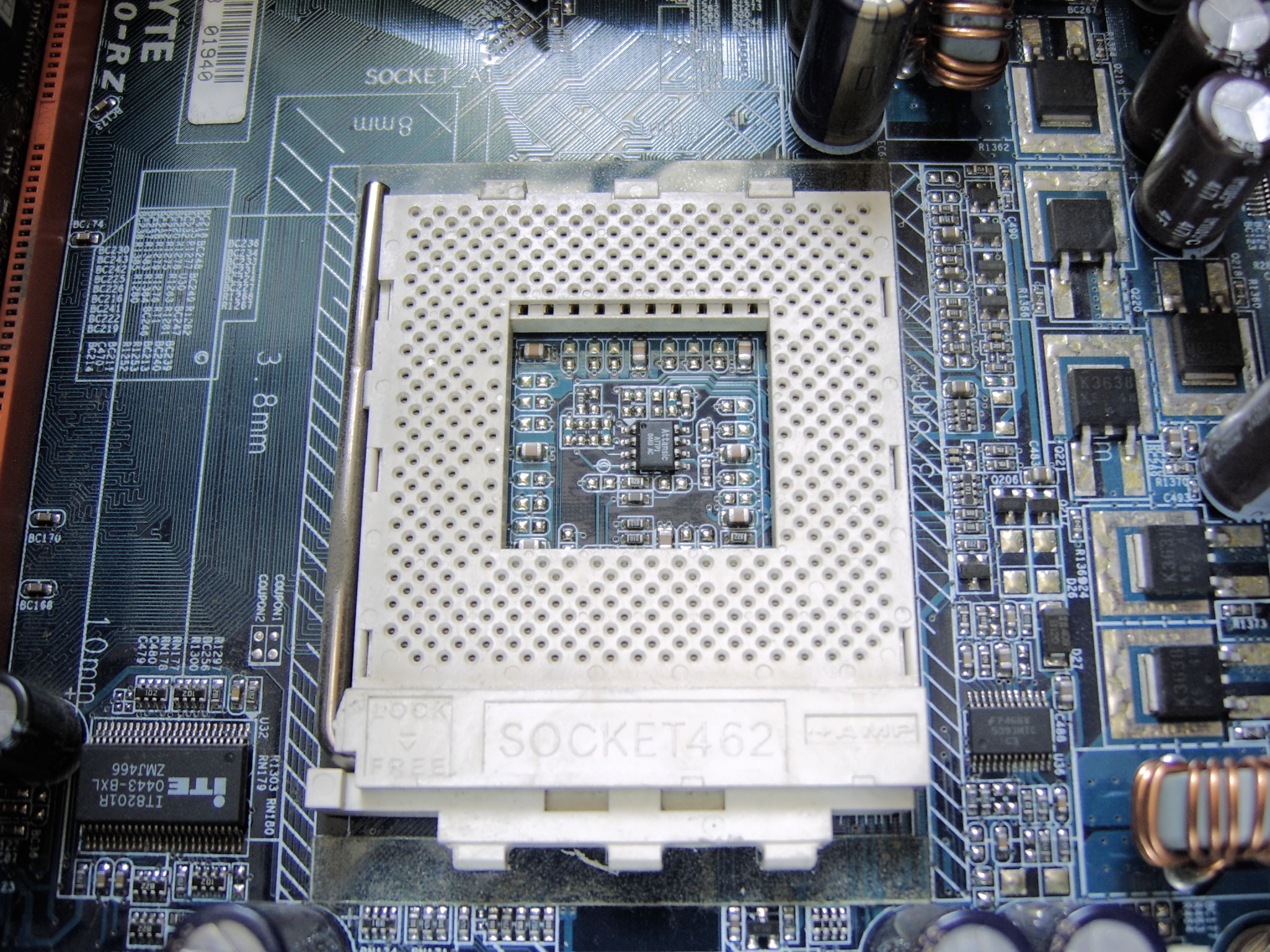
Socket A (ook bekend als Socket 462)

Een CPU-socket of processorsocket is een mechanische component die mechanische en elektrische verbindingen tussen een microprocessor en de systeembus op een printplaat mogelijk maakt. Dat maakt het mogelijk de CPU te plaatsen zonder te hoeven solderen.
De gebruikelijke sockets hebben borgklemmetjes die een constante druk uitoefenen. Voor chips met veel pinnetjes worden zero-insertion-force-sockets (ZIF-sockets) of land-grid-array-sockets (LGA-sockets) gebruikt. Deze oefenen een druk uit als een hendel of plaat (in geval van ZIF- resp. LGA-sockets) op zijn plaats zit. Deze hendel respectievelijk plaat bieden mechanische druk waarbij het risico vermeden wordt dat de pinnetjes verbogen worden.
Sockets worden gebruikt in desktopcomputers en servers omdat zij het gemakkelijk wisselen van (dure) componenten toelaten. In laptops wordt vaak gebruikgemaakt van surface mount-CPU's, omdat die minder ruimte innemen dan een voor gebruik met een socket ontworpen CPU en de daarmee verbonden socket zouden innemen.

## Materiaal
Een CPU-socket is gemaakt van plastic, een metalen hendel en metalen contacten voor elke pin op de CPU.

## Lijst van sockets en slots
| Socketnaam                    | Jaar             | CPU-families | Formaat | Aantal pins | Pinhoogte         | Kloksnelheid                | Opmerkingen |  |
| ----------------------------- | ---------------- | --- | ------- | ----------- | ----------------- | --------------------------- | --- |  |
| DIP                           | Jaren 70 - heden | Intel 8086 Intel 8088 | DIP     | 40          | 2,54 mm           | 5/10 MHz                    | |  |
| PLCC                          | Onbekend - heden | Intel 80186 Intel 80286 Intel 80386 | PLCC    | 68, 132     | 1,27 mm           | 6–40 MHz                    | |  |
| Socket 1                      | 1989             | Intel 80486 | PGA     | 169         |                   | 16–50 MHz                   | |  |
| Socket 2                      |                  | Intel 80486 | PGA     | 238         |                   | 16–50 MHz                   | |  |
| Socket 3                      | 1991             | Intel 80486 | PGA     | 237         |                   | 16–50 MHz                   | |  |
| Socket 4                      |                  | Intel Pentium | PGA     | 273         |                   | 60–66 MHz                   | |  |
| Socket 5                      |                  | Intel Pentium AMD K5 IDT WinChip C6 IDT WinChip 2 | PGA     | 320         |                   | 50–66 MHz                   | |  |
| Socket 6                      |                  | Intel 80486 | PGA     | 235         |                   |                             | Ontworpen maar nooit gebruikt                                                                                                |  |
| Socket 7                      | 1994             | Intel Pentium Intel Pentium MMX AMD K6 | PGA     | 321         |                   | 50–66 MHz                   | |  |
| Super Socket 7                | 1998             | AMD K6-2 AMD K6-III Rise mP6 Cyrix MII | PGA     | 321         |                   | 66–100 MHz                  | |  |
| Socket 8                      | 1995             | Intel Pentium Pro | PGA     | 387         |                   | 60–66 MHz                   | |  |
| Slot 1                        | 1997             | Intel Pentium II Intel Pentium III | Slot    | 242         |                   | 66–133 MHz                  | Celeron (Covington, Mendocino) Pentium II (Klamath) Pentium III (Katmai), alle versies Pentium III (Coppermine)              |  |
| Slot 2                        | 1998             | Intel Pentium II Xeon | Slot    | 330         |                   | 100–133 MHz                 | |  |
| Socket 463/ Socket NexGen     |                  | NexGen Nx586 | PGA     | 463         |                   |                             | |  |
| Socket 587                    |                  | Alpha 21164A | Slot    | 587         |                   |                             | |  |
| Slot A                        | 1999             | AMD Athlon | Slot    | 555         |                   | 100 MHz                     | |  |
| Slot B                        |                  | Alpha 21264 | Slot    | 587         |                   |                             | |  |
| Socket 370                    | 1999             | Intel Pentium III Intel Celeron VIA Cyrix III VIA C3 | PGA     | 370         | 1,27 mm           | 66–133 MHz                  | |  |
| Socket 462/ Socket A          | 2000             | AMD Athlon AMD Duron AMD Athlon XP AMD Athlon XP-M AMD Athlon MP AMD Sempron | PGA     | 462         |                   | 100–200 MHz                 | Dit is een double rate-bus, met een FSB-snelheid van 400 MT/s (megatransfers/second) in latere modellen                      |  |
| Socket 423                    | 2000             | Intel Pentium 4 | PGA     | 423         | 1 mm              | 400 MT/s (100 MHz)          | Enkel de Willamette-kern |  |
| Socket 478/ Socket N          | 2000             | Intel Pentium 4 Intel Celeron Intel Pentium 4 EE Intel Pentium 4 M | PGA     | 478         | 1,27 mm           | 400–800 MT/s (100–200 MHz)  | |  |
| Socket 495                    | 2000             | Intel Celeron | PGA     | 495         | 1,27 mm           |                             | |  |
| PAC418                        | 2001             | Intel Itanium | PGA     | 418         |                   | 133 MHz                     | |  |
| Socket 603                    | 2001             | Intel Xeon | PGA     | 603         | 1,27 mm           | 400–533 MT/s (100–133 MHz)  | |  |
| PAC611                        | 2002             | Intel Itanium 2 HP PA-8800, PA-8900 | PGA     | 611         |                   |                             | |  |
| Socket 604                    | 2002             | Intel Xeon | PGA     | 604         | 1,27 mm           | 400–1066 MT/s (100–266 MHz) | |  |
| Socket 754                    | 2003             | AMD Athlon 64 AMD Sempron AMD Turion 64 | PGA     | 754         | 1,27 mm           | 200–800 MHz                 | |  |
| Socket 940                    | 2003             | AMD Opteron Athlon 64 FX | PGA     | 940         | 1,27 mm           | 200–1000 MHz                | |  |
| Socket 479                    | 2003             | Intel Pentium M Intel Celeron M | PGA     | 479         |                   | 400–533 MT/s (100–133 MHz)  | |  |
| Socket 939                    | 2004 tot 11/2008 | AMD Athlon 64 AMD Athlon 64 FX AMD Athlon 64 X2 AMD Opteron | PGA     | 939         | 1,27 mm           | 200–1000 MHz                | Ondersteuning voor Athlon 64 FX tot 1 GHz Ondersteuning voor Opteron 100-reeks                                               |  |
| LGA 775/ Socket T             | 2004             | Intel Pentium 4 Intel Pentium D Intel Celeron Intel Celeron D Intel Pentium XE Intel Core 2 Duo Intel Core 2 Quad Intel Xeon                                                     | LGA     | 775         | 1,09 mm x 1,17 mm | 1600 MHz                    | |  |
| Socket 563                    |                  | AMD Athlon XP-M | PGA     | 563         |                   |                             | |  |
| Socket M                      | 2006             | Intel Core Solo Intel Core Duo Intel Dual-Core Xeon Intel Core 2 Duo | PGA     | 478         |                   | 533–667 MT/s (133–166 MHz)  | Voor notebooks Vervangt Socket 479                                                                                           |  |
| LGA 771/ Socket J             | 2006             | Intel Xeon | LGA     | 771         | 1,09 mm x 1,17 mm | 1600 MHz                    | |  |
| Socket S1                     | 2006             | AMD Turion 64 X2 | PGA     | 638         | 1,27 mm           | 200–800 MHz                 | |  |
| Socket AM2                    | 2006             | AMD Athlon 64 AMD Athlon 64 X2 | PGA     | 940         | 1,27 mm           | 200–1000 MHz                | Vervangt socket 754 en socket 939                                                                                            |  |
| Socket F                      | 2006             | AMD Athlon 64 FX AMD Opteron | LGA     | 1207        | 1,1 mm            |                             | Vervangt Socket 940 |  |
| Socket AM2+                   | 2007             | AMD Athlon 64 AMD Athlon X2 AMD Phenom AMD Phenom II | PGA     | 940         | 1,27 mm           | 200–2600 MHz                | Aparte energiebeheerschema's. Vervangt Socket AM2 AM2+ Pkg. CPU's kunnen werken met socket AM2 Pkg en Socket AM2+.           |  |
| Socket P                      | 2007             | Intel Core 2 | PGA     | 478         |                   | 533–1066 MT/s (133–266 MHz) | Voor notebooks Vervangt Socket M                                                                                             |  |
| Socket 441                    | 2008             | Intel Atom | PGA     | 441         |                   | 400–667 MHz                 | |  |
| LGA 1366/ Socket B            | 2008             | Intel Core i7 (900-reeks) Intel Xeon (35xx-, 36xx-, 55xx- en 56xx-reeks) | LGA     | 1366        |                   | 4,8-6,4 GT/s                | Vervangt server-georiënteerde Socket J (LGA 771) op het instapniveau.                                                        |  |
| rPGA 988A / B/ Socket G1 / G2 | 2008             | Intel Core i7 (600, 700, 800, 900-reeks) Intel Core i5 (400- en 500-reeks) Intel Core i3 (300-reeks) Intel Pentium (P6000-reeks) Intel Celeron (P4000-reeks)                     | rPGA    | 988         | 1 mm              | 2,5 GT/s, 4,8 GT/s          | Voor notebooks |  |
| Socket AM3                    | 2009             | AMD Phenom II AMD Athlon II AMD Sempron | PGA     | 941 of 940  | 1,27 mm           | 200–3200 MHz                | Afzonderlijke energiebeheerschema's. Vervangt Socket AM2+ AM3 Pkg. CPU's kunnen enkel werken met socket AM2/AM2+ Sempron 140 |  |
| LGA 1156/ Socket H            | 2009             | Intel Core i7 (800-reeks) Intel Core i5 (700- en 600-reeks) Intel Core i3 (500-reeks) Intel Xeon (X3400- en L3400-reeks) Intel Pentium (G6000-reeks) Intel Celeron (G1000-reeks) | LGA     | 1156        |                   | 2,5 GT/s                    | DMI-bus is een (misschien aangepaste) PCI-E x4 v1.1-interface                                                                |  |
| Socket G34                    | 2010             | AMD Opteron (6000-reeks) | LGA     | 1974        |                   | 200–3200 MHz                | Vervangt Socket F |  |
| Socket C32                    | 2010             | AMD Opteron (4000-reeks) | LGA     | 1207        |                   | 200–3200 MHz                | Vervangt Socket F en Socket AM3                                                                                              |  |
| LGA 1248                      | 2010             | Intel Intel Itanium 9300-reeks | LGA     | 1248        |                   | 4,8 GT/s                    | |  |
| LGA 1567                      | 2010             | Intel Intel Xeon 6500/7500-reeks | LGA     | 1567        |                   | 4,8-6,4 GT/s                | |  |
| LGA 1155/ Socket H2           | 2011/Q1          | Intel Sandy Bridge DT Intel Ivy Bridge | LGA     | 1155        |                   | 5 GT/s                      | Ondersteunt 20 PCI-E 2.0-banen.                                                                                              |  |
| LGA 2011/ Socket R            | 2011/Q3          | Intel Sandy Bridge B2 | LGA     | 2011        |                   | 4,8-6,4 GT/s                | Ondersteunt 40 PCI-E 3.0-banen.                                                                                              |  |
| Socket FM1                    | 2011             | AMD Llano Processor | PGA     | 905         | 1,27 mm           |                             | |  |
| Socket AM3+                   | 2011             | AMD FX Bulldozer | PGA     | 942         | 1,27 mm           |                             | |  |
| Socketnaam                    | Jaar             | CPU-families | Formaat | Aantal pins | Pinhoogte         | Bussnelheid                 | Opmerkingen |  |